# 新居町 (静岡県)
新居町（あらいちょう）は、かつて静岡県浜名郡にあった町。現在の湖西市中東部から南東部に当たる。
JR東海東海道本線新居町駅の駅名の読み方は「あらいまち」であるが、駅名以外は「あらいちょう」である。2010年（平成22年）3月23日に湖西市に編入され、新居町は廃止された。なお、「湖西市新居町」という町名で地名が残されている（詳しくは「#平成の大合併」で後述）。

## 地理
静岡県の遠州西部、浜名湖が遠州灘とつながる「今切口」の西岸に位置する。
湖沼：浜名湖

### 隣接していた自治体・行政区
- 浜松市（西区〈現・中央区〉）
- 湖西市

## 歴史

### 中近世
鎌倉時代から宿が置かれていた。慶長5年（1600年）には新居関所が設置され、江戸時代には東海道の宿駅新居宿が置かれた。建物は現在唯一残っている関所建造物として、国の特別史跡に指定されている。町章は、新居関所の「関」の文字をアレンジしたもの。新居小学校の校章とは相違がある。

### 近現代
- 1889年（明治22年）4月1日 - 町村制施行により敷知郡新居町を設置。
- 1896年（明治29年）4月1日 - 郡の再編により浜名郡新居町となる。
- 1942年（昭和17年）3月4日 - 町内でアサリを原因とする集団食中毒が発生。112人が死亡[2]。
- 1944年（昭和19年）9月15日 - 横須賀鎮守府の管轄で浜名海兵団が設置される。
- 2010年（平成22年）3月23日 - 湖西市に編入されて新居町は廃止。

## 行政

### 町役場
新居町役場は1917年から1951年まで新居関所の面番所跡にあった。面番所跡は1869年（明治2年）の関所廃止後、1873年から1917年まで小学校校舎として使用されていた。なお役場には図書館の建物が併設されていた。

### 平成の大合併
湖西市と同様、天竜川・浜名湖地域が提唱している環浜名湖政令指定都市構想から離脱した。2003年の町長選挙において、「浜松市との合併推進」を公約に掲げた古橋武司が当選したが、浜松市との合併が実現することはなかった。2006年6月28日、町議会は古橋に対し町長不信任決議案を可決。同年6月30日、古橋は議会を解散するとともに自らも辞職。8月6日に町長選挙と町議会選挙が行われ、前町長の古橋と、前町議会議長で湖西市との合併を志向する中嶋正夫との間での選挙戦の結果、票数が3倍近い大差で中嶋が当選した。
2007年6月、中嶋と町議会議長らが、湖西市長と同市議会議長に合併要望書を手渡した。2008年3月の第1回湖西市・新居町任意合併協議会において、両市町長は新居町が湖西市に編入する編入合併方式を前提に、2010年3月23日の合併を目指すことを明らかにし、同年7月には法定合併協議会がスタートした。同年11月の第4回合併協議会において「合併後も新居町の名前は残し、住所表記も湖西市の後に新居町を冠する」ことを確認。2010年3月22日までの住所表記は「浜名郡新居町○○」だが、現在の住所表記は「湖西市新居町○○」。（「新居町○○」の表記は、ただ単に「新居町」とその字名が付くのではなく、一つの字名（下線部が字）として扱われる。2009年5月にはすべての協議が終了。6月には静岡県副知事立会いの中、両市町長による調印が行われ、7月には新居町議会にて湖西市との廃置分合議案を賛成9・反対2で可決。8月6日湖西市長とともに、静岡県知事川勝平太に廃置分合を申請。2009年9月開会の平成21年県議会9月定例会において、同年10月7日同案が可決。同月14日県知事から合併決定書が交付され、11月10日に総務大臣からの告示がなされる。合併時に字の名称を変更することについて2009年12月、湖西市議会にて審議され可決、同月県知事によりその旨が告示される。
2010年3月23日、新居町は湖西市に編入されて廃止された。新居町はそれまでの121年にわたって一度も合併を経験したことがなかった。同年3月14日に新居町の閉町式が開催され、3月19日には週末の金曜日にあたるということで新居町役場の閉庁式が開催された。

## 産業
- しらす
- 手筒花火
- 海苔

## 教育

### 小学校
- 新居町立新居小学校

### 中学校
- 新居町立新居中学校

### 高等学校
- 静岡県立新居高等学校

### 特別支援学校
- 静岡県立浜名特別支援学校

## 交通

### 鉄道
- 東海旅客鉄道（JR東海）
  - 東海道本線
    - 新居町駅

### バス
- 遠鉄バス
- ふれあいバス（町による福祉バス）

## 道路
- 一般国道
  - 国道1号
  - 国道42号
  - 国道301号
- 国道バイパス
  - 浜名バイパス

## 施設
警察
静岡県警察 新居警察署 （新居）
消防
湖西市・新居町消防本部（湖西市・新居町広域施設組合）
消防署南分署（浜名）

## 名所・旧跡

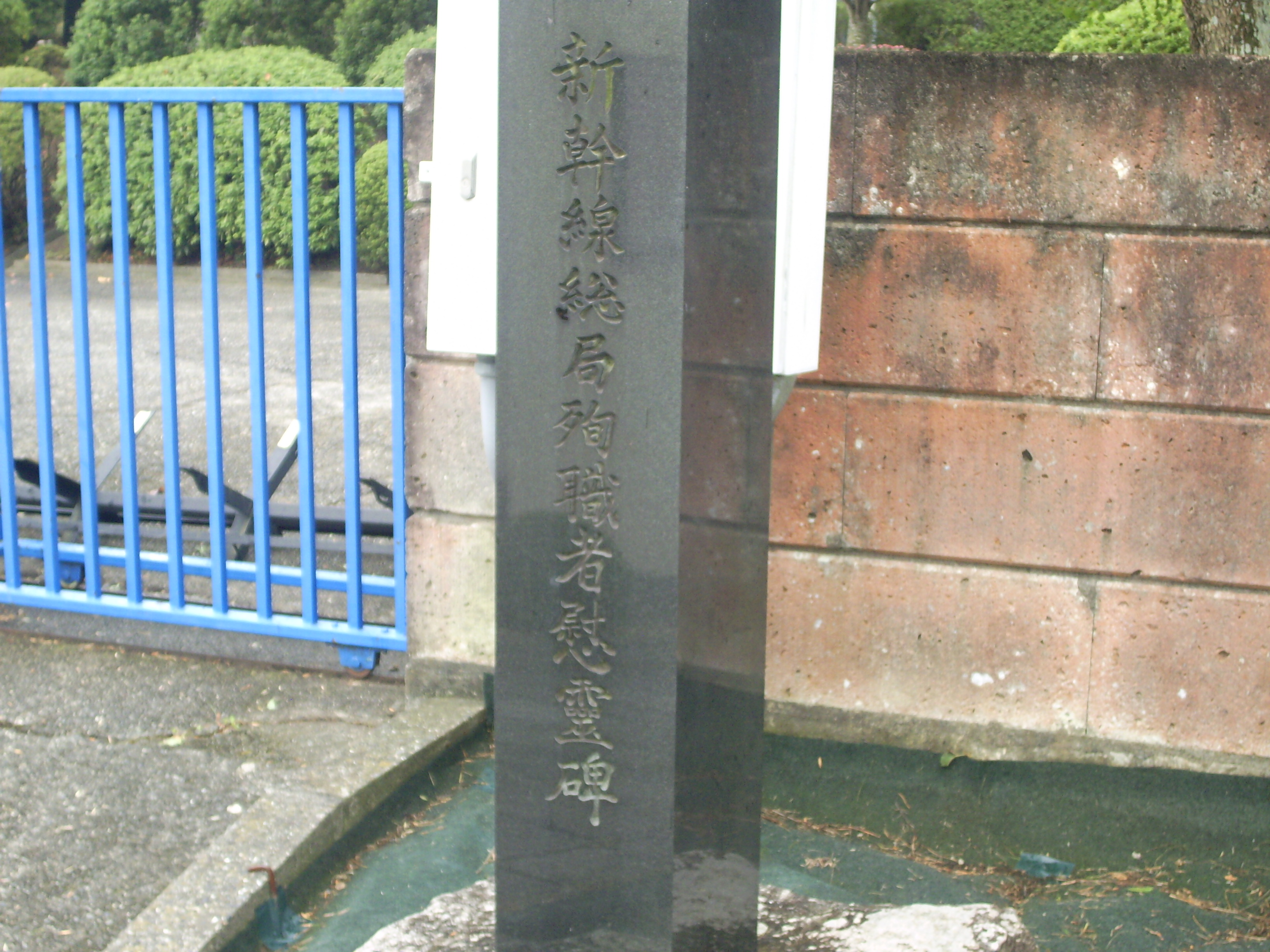
新幹線殉職者慰霊碑

- 新居関跡 - 東海道の関所。国指定特別史跡。
- 浜名湖競艇場
- 東海道新幹線建設工事殉職者慰霊碑（北緯34度41分48.72秒 東経137度33分34.95秒 / 北緯34.6968667度 東経137.5597083度） - 国鉄からJR東海が引き継いだもので、敷地内の慰霊碑は非公開だが門扉前にも碑がある。

## 出身有名人
- チロ（ビックスモールン）